# Gary Roughead
L'amiral Gary Roughead (né la 15 juillet 1951 à Buffalo dans l'état de New York est un ancien officier général de l'United States Navy qui a servi comme chef des opérations navales du 29 septembre 2007 au 22 septembre 2011. Il fut auparavant le commandant de l'United States Fleet Forces Command entre mai 2007 et septembre 2007 après avoir dirigé la Pacific Fleet de 2005 à 2007.
Il a pris sa retraite en 2011 après 38 années de service.

## Récompenses
- Surface Warfare Officer Pin (en)
- Office of the Joint Chiefs of Staff Identification Badge (en)
- Defense Distinguished Service Medal
- Navy Distinguished Service Medal avec une étoile d'or
- Army Distinguished Service Medal
- Defense Superior Service Medal
- Legion of Merit avec trois étoiles
- Meritorious Service Medal avec une étoile
- Commendation Medal
- Navy Achievement Medal avec une étoile
- Joint Meritorious Unit Award
- Meritorious Unit Commendation avec trois service stars en bronze
- Navy E Ribbon avec deux E
- National Defense Service Medal avec deux étoiles en bronze
- Armed Forces Expeditionary Medal avec une étoile en bronze
- Vietnam Service Medal avec une étoile en bronze
- Navy Sea Service Ribbon avec une étoile en argent

## Sources
- (en) Admiral Gary Roughead, fiche biographique sur le site officiel de l'US Navy, consulté le 13 février 2014